# Os Instrumentos Mortais
Os Instrumentos Mortais (nos Estados Unidos, The Mortal Instruments) é uma série literária de fantasia urbana escrita por Cassandra Clare. Os seis livros que formam a série já foram todos lançados, sendo eles: Cidade dos Ossos, Cidade das Cinzas, Cidade de Vidro, Cidade dos Anjos Caídos, Cidade das Almas Perdidas e Cidade do Fogo Celestial.

## Histórico de publicações
1. Cidade dos Ossos (27 de março de 2007 nos EUA e 2010 no Brasil)
2. Cidade das Cinzas (25 de março de 2008 nos EUA e 2011 no Brasil)
3. Cidade de Vidro (24 de março de 2009 nos EUA e 2011 no Brasil)
4. Cidade dos Anjos Caídos (5 de abril de 2011 nos EUA e 2012 no Brasil)
5. Cidade das Almas Perdidas (8 de maio de 2012 nos EUA e 2013 no Brasil)
6. Cidade do Fogo Celestial (27 de maio de 2014 nos EUA e 18 de junho de 2014 no Brasil)

Em 4 de agosto de 2010, Clare anunciou em uma transmissão online ao vivo que mais três livros seriam lançados antes do fim da série, dando início a uma segunda trilogia na série principal, onde o foco de narração mudaria para Simon Lewis, o melhor amigo de Clary. O primeiro livro dessa segunda parte, Cidade dos Anjos Caídos, teve seu lançamento estadunidense em 5 de abril de 2011, o segundo, Cidade das Almas Perdidas em 8 de maio de 2012 e Cidade do Fogo Celestial, o último livro da série, foi lançado em junho maio de 2014 nos Estados Unidos.
Todos os livros da autora foram lançados pela editora Simon & Schuster nos Estados Unidos, pela editora Galera Record no Brasil e pela Planeta em Portugal.
Os Instrumentos Mortais são: O Cálice Mortal, onde o sangue do anjo Raziel foi depositado e bebido por Jonathan, o primeiro caçador das sombras, o cálice tem o poder de criar a partir de si caçadores de sombras. A espada Mortal, sob guarda dos irmãos do silêncio na cidade dos ossos e utilizado pelo inquisidor da clave para obriga caçadores de sombra a dizer a verdade e O Espelho, cujo poderes são desconhecidos. Os três instrumentos mortais unidos tem o poder de invocar o Anjo Raziel.
A saga completa vendeu cerca de 15 milhões de exemplares mundialmente.

### Cidade dos Ossos
É o primeiro livro da série. Nesta história, é contada a história de Clary Fray, uma adolescente que imaginava ser normal. Em uma noite, ela e seu melhor amigo, Simon Lewis, foram para uma casa de shows, chamado Pandemonio, onde ela presencia uma assassinato. Ela fica chocada ao perceber que Simon e o guarda de segurança do clube não podem ver o assassino, um menino chamado Jace, que afirma que a pessoa que ele matou era um demônio. No dia seguinte, Jace volta a encontrar Clary, curioso pelo fato de a menina ter visto o ocorrido na noite anterior. Ele se ofereceu para leva-la para sua ``casa´´, um lugar denominado Instituto, onde ela poderia conversar com seu tutor. Clary, então, recebe um telefonema perturbador de sua mãe. Ela volta correndo para casa e se depara com o apartamento completamente revirado e não localiza sua mãe. Logo, ela é atacada por um demonio Ravener, o qual mata. Contanto, é ferida e então levada por Jace para o Instituto, uma antiga catedral gótica em Nova York, que está escondida magicamente dos olhos mundanos (seres humanos). Lá, ela se recupera e conhece Hodge Starkweather, o tutor de Jace, e Alec e Isabelle Lightwood, irmãos postiços de Jace. Clary logo descobre um mundo onde exite anjos, demonios e criaturas sobrenaturais, tais como lobisomens, vampiros, feiticeiros e fadas. 

### Cidade das Cinzas
Os eventos desse livro ocorrem logo depois do término de Cidade dos Ossos. neste livro, Clary enfrenta seus sentimentos por Jace, que foi descoberto ser seu irmão e por Simon.
A história começa com Valentim exercendo o controle de um Demônio Maior através do uso do Cálice Mortal, prenunciando as batalhas que ainda estão por vir. Simon se tornou um vampiro e não sabe como lidar com isso.
Jace descobre que o suposto pai Valentine, está em um navio dentro da cidade. E vai com Luke, Clary e Magnus tentar resgatar Maia e Simon, que foram pegos para se concluir o feitiço de transformação da espada mortal, um dos instrumentos mortais. Jace entra no navio, a procura de Maia e Simon, e acaba por encontrar Simon morto, e por isso, oferece seu sangue a ele, que o toma e fica bem. Clary  também é capturada pelo pai, que não conhece o poder da filha, e por isso Clary desmancha o navio por completo criando uma nova runa.
Jace a salva de morrer afogada e a coloca na caminhonete de luke, onde voltam para casa e descobrem que com o sangue de Jace, Simon pode ficar no sol sem virar cinzas.

### Cidade de Vidro
Os eventos desse livro iniciam exatamente uma semana depois do término dos eventos de Cidade das Cinzas. A história é narrada em primeira pessoa, sob a perspectiva de vários personagens, como Clary, Jace, Simon, Isabelle e Alec.
Os Lightwoods, Jace e Clary se preparam para serem levados a Alicante. Jace pede á Simon que ele convença Clary de desistir a ir a Alicante, com medo do que poderiam fazer com ela. O Instituto é atacado por Renegados, o que força os outros a partirem sem Clary e levando Simon com eles. Enquanto os outros encontram-se com Aline e seu primo Sebastian, Clary, ainda em Nova York, cria seu próprio portal e viaja atrás dele juntamente com Luke. Eles aterrissam no Lago Lyn, onde a água amaldiçoada faz com que Clary fique doente, e Luke a leva para a casa de sua irmã, Amatis, para que se recupere. Alec é forçado a levar Simon para o novo Inquisidor, que quer saber o que um integrante do Submundo está fazendo em Alicante. Com a esperança de ser levado de volta à Nova York, a Clave secretamente o interroga e o aprisiona.
A mãe de Clary é curada depois que ela consegue o Livro Branco de feitiços e o entrega a Magnus Bane. Num pacto ela concorda em apanhar o livro escondido na mansão dos Wayland e em troca este usa o antídoto existente nele pra salvar sua mãe. De encontro com a filha, Jocelyn conta toda verdade sobre seu relacionamento com seu pai e sobre seu irmão, onde Clary descobre que não é irmã de Jace. Uma série de batalhas são travadas inclusive entre o irmão verdadeiro de Clary, Sebastian e Jace, que acaba matando-o. Chocado com a morte do filho Valentim trava uma batalha com Jace e acaba matando-o. Desesperada Clary que está enfeitiçada tenta se aproximar dele mas em vão. Uma esperança aparece quando o Anjo invocado por Valentim o ignora e oferece a Clary um desejo. Ela então deseja que Jace seja salvo e volte à vida, e assim o Anjo lhe concede.
O livro termina com Jace e Clary finalmente juntos sabendo que não são mais irmãos e que podem agora desfrutar de seu amor. A rainha da corte de Seelie contudo pede a Clary um favor e lhe oferece outro em troca. Clary não aceita e isso poderá ter repercussões muito negativas. Será que o "Felizes para Sempre" ainda não chegou?

### Cidade dos Anjos Caídos
Os eventos de Cidade dos Anjos Caídos têm inicio exatamente após os acontecimentos de Cidade de Vidro. O foco da história muda para Simon, o melhor amigo de Clary, e como ele se ajusta à vida como um vampiro.
No lançamento em 2 de agosto de 2011, Cassandra Clare diz: "Eu inicialmente previ Cidade dos Anjos Caídos como um fim para a história iniciada em Cidade dos Ossos, mas logo percebi que, de fato, onde minha caneta foi me levando era em uma nova trilogia, uma ainda mais épica, escura e apaixonante do que a primeira. Nos três primeiros livros de Os Instrumentos Mortais, o destino dos Caçadores de Sombras estava pendurado na balança... agora é o destino do mundo. Eu mal posso esperar para compartilhar esta viagem com os meus leitores com personagens familiares mais aprofundadas, enfrentando novas relações nunca antes introduzidas e testadas."
Enquanto Cidade dos Anjos Caídos foi originalmente destinado a se concentrar mais em Simon, Clare logo mudou de ideia: "Eu me sentei para escrever Cidade dos Anjos Caídos e percebi que era uma história muito maior do que eu pensava. O foco mudou para Simon, mas para também o resto dos personagens. Magnus e Alec, que originalmente não estavam escalados para estarem com frequência no livro, agora têm um papel importante a desempenhar. Clary e Jace também têm um papel central a desempenhar. Essa coisa sobre Simon deixar a cidade? Não acontecerá. A ação principal ocorre em Nova York. Embora eu tenha tentado preservar um enredo forte para Simon, no qual ele é mais do que um complemento para o drama ao redor de Jace e Clary, agora seria muito enganador se referir como um 'livro de Simon' ou indicar que se trate principalmente sobre ele. Não é."
Cidade dos Anjos Caídos foi lançado em 05 de abril de 2011, nos Estados Unidos. O lançamento no Brasil ocorreu em 28 de setembro de 2012. É um livro embargado, ou seja, nenhuma cópia de avaliação estará disponível antes de sua data de lançamento. No entanto, Clare lançou alguns "teasers" em seu site.

### Cidade das Almas Perdidas
A capa do livro foi revelada em janeiro de 2012. Nela estão retratados Clary Fray e Jace Lightwood com as marcas dos Caçadores de Sombras pelo corpo; e estão abraçados. O livro foi lançado em 26 de junho de 2013 no Brasil.
Quando Jace e Clary voltam a se encontrar, Clary fica horrorizada ao descobrir que a magia de Lilith , um demônio muito poderoso, ligou Jace ao perverso Sebastian, transformando o Caçador de Sombras em um servo do mal. A Clave decide destruir Sebastian, mas não há nenhuma maneira de mata-lo sem destruir Jace. Clary e seus amigos, no entanto, irão tentar mesmo assim.
Ela está disposta a fazer qualquer coisa para salvar o namorado, mas ainda pode confiar nele? Ou ele esta realmente perdido? O que acontecerá?

### Cidade do Fogo Celestial
A capa do livro está Clary Morgenstern acompanhada com o seu terrível irmão Jonathan Christopher (Sebastian).
Em Cidade do fogo celestial, Clary, Jace, Simon, os Ligthwood e Magnus Bane se unem no meio do caos para enfrentar Sebastian, cujos poderes colocam tudo em risco. E agora, terão que viajar para outra dimensão para conseguir ter uma chance de impedi-lo. Vidas serão perdidas e sangue será derramado nesse último volume, onde o próprio destino do mundo pode ser mudado.
Em outra dimensão acabam descobrindo quem realmente eles amam, os sentimentos estarão mais aguçados. Ja na cidade o Sebastian ataca a Preator e Idris dando muito trabalho pra clave.

## Personagens
- Clarissa 'Clary' Adele Fairchild/Morgenstern': Protagonista de 16 anos que mora em Brooklyn e descobre ser uma Caçadora de Sombras. Melhor amiga de Simon Lewis e filha de Jocelyn Fairchild e Valentim Morgenstern. Sua mãe foi alimentada com sangue de anjo durante sua gravidez, por isso pode criar novas runas. Mantém um relacionamento com Jace Herondale por quem é completamente apaixonada.
- Jonathan 'Jace' Christopher Wayland/ Morgenstern/ Lightwood/ Herondale: Protagonista de 17 anos que é um Caçador de Sombras. Ele acredita ser filho de Michael Wayland até o final de Cidade dos Ossos em que Valentim o engana para pensar ser seu filho, o que  pensa ser verdade até Cidade de Vidro, onde descobre ser filho de Stephen e Céline Herondale, que foi alimentada com sangue de anjo durante a gravidez por Valentim assim como Jocelyn apesar de em uma quantidade inferior, motivo pelo qual Valentine o criou como filho até os dez anos. Após este período Robert Lightwood o adotou acreditando que ele fosse filho de seu parabatai. Durante Cidade do Fogo Celestial ele hospedou o fogo celestial da espada do arcanjo Miguel. Mantém um relacionamento com Clary Fairchild por quem é completamente apaixonado.
- Valentim Morgenstern: Antagonista, Caçador de Sombras. Forjou a própria morte e roubou os Instrumentos Mortais para invocar Raziel que o matou devido a sua maldade. É ex-marido de Jocelyn Fairchild e pai de Jonathan(que finge ser Sebastian no livro Cidade de Vidro) e Clary Morgenstern/Fairchild.
- Isabelle  Sophia 'Izzy' Lightwood: Irmã de Alec e Max Lightwood e filha de Maryse e Robert Lightwood. Vive no Instituto e é uma Caçadora de Sombras. Irmã de criação de Jace Herondale e mantém um relacionamento com Simon Lewis. Sua arma de escolha é um chicote de electrum.
- Alexander 'Alec' Gideon Lightwood: Irmão de Isabelle e Max Lightwood e filho de Maryse e Robert Lightwood. Vive no Instituto e é um Caçador de Sombras. Irmão de criação de Jace Herondale. Atualmente mantém um relacionamento com o Alto Feiticeiro do Brooklyn Magnus Bane.
- Simon Lewis: Melhor amigo de Clary Fray.Inicialmente apaixonado por Clary, apesar de não falar a ela até metade do livro Cidade dos Ossos. Se Transforma em vampiro no segundo livro da série, mas  é transformado em humano pelo pai de Magnus Bane, o demônio Asmodeus no último livro da saga, voltando depois como um ascendente a Caçador de Sombras.
- Magnus Bane: O magnífico feiticeiro do Brooklyn, que frequentemente ajuda os protagonistas. É filho do príncipe do inferno Asmodeus. Tem um relacionamento com Alec Lightwood.É um feiticeiro muito poderoso, e ajuda a "reviver" Jocelyn.
- Lucian 'Luke' Graymark/Garroway: Foi Caçador de Sombras, mas acabou sendo transformado em um licantrope. Casa com Jocelyn Fairchild no final do último livro. Era o líder do bando de New York até o terceiro livro,em que é promovido a representante lobisomem do Conselho no 3º livro (Cidade de Vidro).
- Hodge Starkweather: Auxilia na direção do instituto de New York. É tutor de Jace Wayland, Alec e Izzy Lightwood. É morto por Sebastian Verlac/Jonathan Christopher Morgenstern em Cidade de Vidro
- Jocelyn Fray/Fairchild: Mãe de Clary Fray. Foi caçadora de sombras. Abdicou da função quando fugiu grávida para Nova York em busca de uma vida mundana a fim de proteger a filha(Clary) contra o pai Valentine.Casa com Luke Graymark no último livro.
- Maia Roberts: É uma licantrope. Irmã gêmea de seu falecido irmão Daniel. Fugiu de sua cidade por medo de machucar alguém até encontrar um bando. Faz parte do bando de Luke.
- Maryse Lightwood: É Caçadora de Sombras. Mãe de Alec, Isabelle e Max Lightwood. É casada com Robert Lightwood. Vive e dirige o instituto de New York junto com o marido Robert.
- Robert Lightwood: É Caçador de Sombras. Pai de Alec, Isabelle e Max Lightwood. É casado com Maryse Lightwood. Vive e dirige o instituto de New York junto com a esposa Maryse.
- Maxwell 'Max' Lightwood: Irmão de 9 anos de Alec e Isabelle e filho de Maryse e Robert Lightwood. Ainda não tem idade para ser um Caçador de Sombras. Morto por Sebastian Verlac/Jonathan Morgestern em Cidade de Vidro.
- Sebastian Verlac/Morgenstern ou Jonathan Christopher Morgenstern: Filho de Valentine e Jocelyn, irmão de Clary. Seu nome verdadeiro é Jonathan, porém se passou por Sebastian em Cidade de Vidro. Possui sangue de demônio, o que faz com que muitos o considerem pior que o pai. É extremamente cruel e desumano,tendo uma obsessão excessiva pela irmã. Foi morto em Cidade de Vidro por Jace, mas Simon foi forçado por Lilith à ressucitá-lo  no quarto livro.

## Recepção Crítica
Cidade dos Ossos foi bastante popular na época de lançamento, alcançando a posição #8 na Lista de Best-Seller do New York Times (livros infantis) em Abril de 2007. Publishers Weekly comentou que o livro é "uma extensa fantasia urbana sobre todo o tipo de criatura conhecida no gênero". Locus elogiou o livro como "um primeiro romance altamente legível."  Uma resenha no  School Library Journal observou que o livro continha uma variedade de falhas narrativas, incluindo personagens que eram "esporadicamente caracterizados" e cujo comportamento era previsível. Apesar disso, eles observaram que o livro era divertido e deixaria os leitores ansiosos pela continuação. Holly Black, autora do best-seller As Crónicas de Spiderwick, afirma que Cidade dos Ossos é "engraçado, sombrio e sexy. Um dos meus livros favoritos."  A autora Kelly Link disse: "São Vampiros contra lobisomens em Harlem, enquanto sensuais caçadores de demônios rondam pelos clubes do Centro e cafeterias do Brooklyn - Cidade dos Ossos é uma épica fantasia urbana. Cassandra Clare é um gênio." 
Cidade das Cinzas foi nomeado no 2009  ALA Teen's Top Ten em uma votação para os melhores dez livros infanto-juvenis do ano. Cidade das Cinzas ficou em sexto lugar.
Cidade de Vidro também recebeu críticas positivas, com Booklist dizendo que o livro foi uma "abundância de romance, perda, honra e traição para fazer a viagem valer a pena. Um contador de histórias experiente, Clare se move a trama rapidamente a um final satisfatório."  School Library Journal disse: "Embora a história seja dificultada pela previsibilidade e escrita exagerada, Clare continua o seu talento para misturar hip, humor moderno, com fantasia tradicional, e os fãs que aguardam ansiosamente a conclusão da série devem estar mais que satisfeitos".

## As Peças Infernais
Em 2009, Cassandra Clare anunciou uma nova trilogia conjunta, As Peças Infernais, situado no mesmo universo que Instrumentos Mortais, mas na era vitoriana, sendo que a história se passa 128 anos antes dos acontecimentos de Cidade dos Ossos. A série consiste em três livros: Anjo Mecânico (publicado em 31 de agosto de 2010 nos Estados Unidos, e lançado em agosto de 2012 no Brasil), Príncipe Mecânico (publicado em 6 de dezembro de 2011 nos Estados Unidos e lançado em março de 2013 no Brasil) e Princesa Mecânica, lançado em 19 de março de 2013 nos Estados Unidos e lançado no final de 2013 no Brasil.

## Adaptação cinematográfica e série de TV
Em 10 de junho de 2010, a Screen Gems anunciou que eles estavam entrando em produção em um filme de os Instrumentos Mortais, baseado em Cidade dos Ossos, com um roteiro escrito por Jessica Postigo. Em 10 de dezembro de 2010, foi oficialmente anunciado que Lily Collins foi escalada como Clary Fray e que Scott Charles Stewart estaria dirigindo. Em junho de 2011, Jamie Campbell Bower foi escalado para interpretar o papel de Jace Wayland.
Em março de 2012, a Sony Pictures e o diretor Scott Charles Stewart se afastaram do projeto do filme. Entretanto, a Constantin Film e a Unique Features continuam a desenvolver a chegada da saga literária de Cassandra Clare aos cinemas. O novo diretor deve ser Harald Zwart, diretor do remake de Karate Kid. Lily Collins e Jamie Campbell Bower ainda estão escalados para fazerem os protagonistas.
Em abril de 2012, a Sony/Screen Gems voltou ao projeto, já dando uma data certa para o filme estreiar no cinema: 23 de agosto de 2013. A Sony deu a seguinte declaração:
"Dada a riqueza do material fornecido por Clare, parecia estranho que a Sony e sua parceira do gênero, Screen Gems, decidiram deixar “Instrumentos Mortais” em Fevereiro, mesmo que fosse só por um momento fugaz. Screen Gems produziu os “Anjos da Noite” e “Resident Evil”, franquias que eles sabem como ordenhar um conceito para várias parcelas, e ainda, ali estava uma pilha de livros esperando para serem transformados em uma franquia de filmes. Constantin Film, que trabalhou com a Screen Gems  nos filmes “Resident Evil” , nunca desistiu, e deixou isso oficialmente claro  na semana passada, quando fechou o acordo para a parceria na adaptação de “Os Instrumentos Mortais: Cidade dos Ossos”. Com o filme financiado, o estúdio já agendou uma data de lançamento de 23 de agosto de 2013 – um fim de semana que atualmente não tem outros lançamentos previstos. Isso dá ao novo diretor Harald Zwart um pouco mais de um ano e quatro meses para lançar, preparar, filmar e editar “Os Instrumentos Mortais". 
Em 2015 foi anunciado que haveria uma série de TV baseada nos livros chamada Shadowhunters.
A série estreou em 12 de janeiro, sendo transmitida pelo canal Freeform,antiga ABC Family.
Com boa recepção pelo público, foi renovada pra sua terceira temporada
Shadowhunters é uma série distópica americana de fantasia baseada na série literária The Mortal Instruments por Cassandra Clare, desenvolvida para a televisão por Ed Decter. A série é uma segunda adaptação da série literária, após o filme de 2013 Os Instrumentos Mortais: Cidade dos Ossos, que também foi produzido pela companhia Constantin Film. A criação da série foi anunciada em 30 de março de 2015 e estreou em 12 de janeiro de 2016 nos Estados Unidos, através da rede de televisão Freeform. É a série mais vista da Netflix em Portugal.

Em 4 de junho de 2018, a Freeform cancelou a série após três temporadas, no entanto a Netflix encomendou dois episódios extras para concluir adequadamente a história da série.